# Kalan Wali
Kalan Wali là một thành phố và là nơi đặt ủy ban đô thị (municipal committee) của quận Sirsa thuộc bang Haryana, Ấn Độ.

## Nhân khẩu
Theo điều tra dân số năm 2001 của Ấn Độ, Kalan Wali có dân số 25.155 người. Phái nam chiếm 53% tổng số dân và phái nữ chiếm 47%. Kalan Wali có tỷ lệ 57% biết đọc biết viết, thấp hơn tỷ lệ trung bình toàn quốc là 59,5%: tỷ lệ cho phái nam là 63%, và tỷ lệ cho phái nữ là 51%. Tại Kalan Wali, 13% dân số nhỏ hơn 6 tuổi.